# Zastava Kambodže
Zastava Kambodže ponovno je usvojena 1993., nakon proglašenja monarhije.
Još od 1850., u sredini zastave Kambodže prikazan je Angkor Wat. Trenutačna zastava s plavom i crvenom crtom (u omjeru su 1:2:1) usvojena je nakon proglašenja neovisnosti 1948. godine. 

## Povijesne zastave Kambodže
| Zastava | Vrijeme                    | Korištena                                  |
| ------- | -------------------------- | ------------------------------------------ |
|         | 1863. – 1948.              | Zastava za vrijeme francuskog protektorata |
|         | 1942. – 1945.              | Zastava za vrijeme japanske okupacije      |
|         | 1948. – 1970., 1993.-danas | Zastava Kraljevstva Kambodže               |
|         | 1970. – 1975.              | Zastava Khmerske Republike                 |
|         | 1975. – 1979.              | Zastava Demokratske Kampućije              |
|         | 1979. – 1989.              | Zastava Narodne Republike Kampućije        |
|         | 1989. – 1991.              | Zastava Republike Kambodže                 |
|         | 1992. – 1993.              | Zastava Kambodže za vrijeme UNTACa         |

## Vanjske poveznice
- Flags of the World